# 肯尼迪灣
肯尼迪灣（英語：Kennedy Cove），是南極洲的海灣，位於葛拉漢地西岸的丹科海岸，處於勞德沃特灣以北，以美國研究人員命名，現時由南極條約體系管理。